# Windhoek International Convention Centre
Das Windhoek International Convention Centre (WICC), bis Ende 2024 Safari Hotels & Conference Centre, ist das internationale Kongresszentrum in der namibischen Hauptstadt Windhoek. Es wurde 1966 als Teil zweier Hotels, dem Safari Hotel und Safari Court Hotel, heute Teil der Gruppe Mövenpick und Mercure Hotels, eröffnet und ist neben dem The Dome in Swakopmund der größte Veranstaltungsort in einem Gebäude in Namibia. 
Zentrum des Kongresszentrums bildet der Grand Ballroom mit einer Fläche von 1565 Quadratmeter für bis zu 2400 Personen.

## Veranstaltungen (Auswahl)
- 2025: International Conference on Chemical, Biological and Environmental Engineering (ICCBEE)
- 2025: Namibia International Energy Conference (NIEC)
- 2025: International Conference on Sustainable Water Management (ICSWM)
- 2024: AviaDev[3]